# Viticoltura in Portogallo

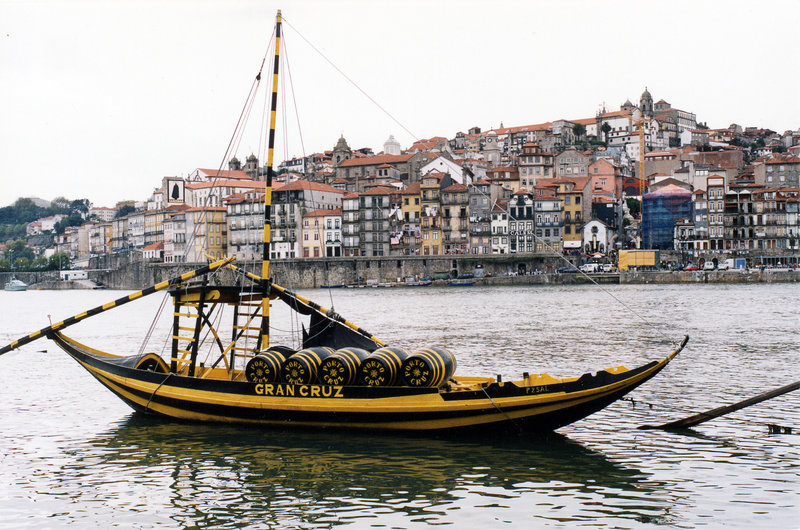
L'imbarcazione tradizionale rabelo usata per trasportare il vino Porto dalla valle del Douro a Porto

Il vino portoghese è il risultato di tradizioni introdotte nella regione da cività antiche, come i Fenici, i Cartaginesi, i Greci e infine i Romani.
Il Portogallo ha iniziato a esportare i suoi vini a Roma durante l'Impero romano.
Le esportazioni moderne si svilupparono con il commercio con l'Inghilterra dopo il 1703. Nel 1758 fu creata la regione Demarcarda do Douro una delle primi regioni produttrici di vini al mondo. 
Il Portogallo ha due regioni produttrici di vino protette dall'UNESCO come patrimonio dell'umanità: la valle del Douro e l'isola di Pico nelle Azzorre.

## Storia
Nella penisola iberica meridionale, alcuni reperti archeologici attestano che il consumo di vino avveniva intorno al 7º al 6º secolo a.C. e la produzione iniziò nel 5º al 4º secolo a.C. I Romani fecero molto per espandere e promuovere la viticoltura nelle loro colonie nella provincia di Lusitania, in particolare nell'Estremadura portoghese e nel sud del Portogallo. Nel Portogallo settentrionale, e secondo le conoscenze attuali, la vinificazione iniziò con il dominio romano. Strabone nota che i popoli indigeni nel Portogallo settentrionale consumavano principalmente zhytos (una forma di birra) e il vino era raramente prodotto o consumato; il vino, di bassa produzione, veniva immediatamente consumato in banchetti familiari, tutti ordinatamente seduti e consumati per età e stato sociale, dimostrando che il vino era una fascinazione per loro. I vini venivano poi prodotti in tutto il territorio sia per il consumo locale che per l'esportazione a Roma.
Durante la Reconquista nei secoli XII e XIII, con la popolazione (povoamento) dei territori conquistati, le aree a causa della religione araba ridussero la produzione di vino. Durante questo periodo, alcune nuove varietà furono aggiunte a quelle antiche, dalla Borgogna arrivarono le varietà francesi. E durante il periodo delle scoperte, Enrico il Navigatore portò nella appena scoperta isola di Madera il Moscatel e la Malvasia dall'isola greca di Creta. Nel regno del re Carlos, furono create la Região Demarcada do Vinho Verde e la Região Demarcada do Dão tra Colares, Carcavelos, Setúbal e Madera. Nel 1979 fu aggiunta la Bairrada e nel 1980 la regione dell'Algarve (Lagoa, Lagos, Portimão e Tavira) fu finalmente demarcata. Nel 1998, la regione dell'Alentejo fu delimitata riunendo diverse regioni più piccole create nel 1995.

## Uve
- Vinhos Verdes - Bianchi Alvarinho, Arinto (Pedernã), Avesso, Azal, Batoca, Loureiro, Trajadura; red castas Amaral, Borraçal, Alvarelhão, Espadeiro, Padeiro, Pedral, Rabo de Anho, Vinhão.
- Porto/Douro - Rossi Touriga Nacional, Tinta Amarela, Aragonez, Bastardo, Castelão, Cornifesto, Donzelinho Tinto, Malvasia Preta, Marufo, Rufete, Tinta Barroca, Tinta Francisca, Tinta Cão, Touriga Franca; white castas Arinto, Cercial, Donzelinho branco, Folgazão, Gouveio, Malvasia Fina, Moscatel Galego branco, Rabigato, Samarrinho, Sémillon, Sercial, Roupeiro, Verdelho, Viosinho, Vital.
- Dão - Rossi Touriga Nacional, Alfrocheiro, Aragonez, Jaen e Rufete; White castas Encruzado, Bical, Cercial, Malvasia Fina, Verdelho.
- Bairrada - Rossi Baga, Alfrocheiro, Camarate, Castelão, Jaen, Touriga Nacional, Aragonez; Bianchi Maria Gomes, Arinto, Bical, Cercial, Rabo de Ovelha, Verdelho.
- Bucelas - Bianchi Arinto, Sercial e Rabo de Ovelha.
- Colares - Rossi Ramisco; White casta Malvasia
- Carcavelos - Red castas Castelão and Preto Martinho; White castas	Galego Dourado, Ratinho, Arinto.
- Setúbal - Rossi Moscatel Roxo; white casta Moscatel de Setúbal.
- Alentejo - Rossi Alfrocheiro, Aragonez, Periquita1, Tinta Caiada, Trincadeira, Alicante Bouschet, Moreto; Bianchi Antão Vaz, Arinto, Fernão Pires, Rabo de Ovelha, Roupeiro
- Algarve - Rossi Negra Mole, Trincadeira, Alicante Bouschet, Aragonez, Periquita; White castas Arinto, Roupeiro, Manteúdo, Moscatel Graúdo, Perrum, Rabo de Ovelha.
- Madera - Rossi Bastardo, Tinta, Malvasia Cândida Roxa, Verdelho Tinto e Tinta Negra; white castas Sercial, Malvasia Fina (Boal), Malvasia Cândida, Folgasão (Terrantez), Verdelho.
- Tejo - Rossi Baga, Camarate, Castelão, Trincadeira, Tinta-Miúda, Preto-Martinho, Aragonez, Touriga-Franca, Touriga-Nacional, Alfrocheiro, Caladoc, Esgana-Cão-Tinto, Jaen, Petit Verdot, Tinta-Barroca, Tinta-Caiada, Tinto-Cão, Merlot, Cabernet-Sauvignon, Bastardo, Pinot noir, Alicante-Bouschet, Grand noir, Moreto, Syrah; Bianchi Arinto, Fernão Pires, Rabo-de-Ovelha, Tália, Trincadeira-das-Pratas, Vital, Verdelho, Tamarez, Cerceal branco, Alicante branco, Chardonnay, Malvasia-Rei, Pinot blanc, Sauvignon, Alvarinho, Moscatel-Graúdo, Síria, Viosinho.

## Sistema di qualità
Il vino portoghese si divide in quattro gruppi di classificazione.

### Denominação de Origem Controlada

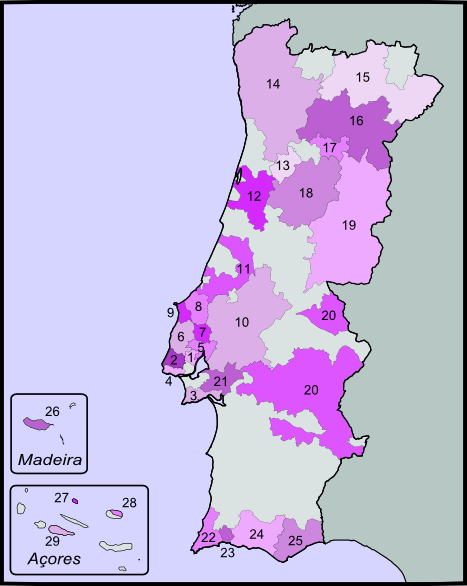
Aree con Denominação de origem

Denominação de Origem Controlada (DOC) è la designazione per vini di qualità prodotti in regioni geograficamente limitate che rispettano una serie di norme che definiscono le caratteristiche del suolo, i vitigni autorizzati, le pratiche di vinificazione, la gradazione alcolica, i tempi di invecchiamento, ecc. Tutte le più antiche regioni produttrici portoghesi godono di questo status.
- Alenquer DOC
- Alentejo DOC
  - Borba
  - Evora
  - Granja-Amareleja
  - Moura
  - Portalegre
  - Redondo
  - Reguengos
  - Vidigueira.
- Arruda DOC
- Bairrada DOC
- Beira Interior DOC, con le tre sottoregioni Castelo Rodrigo, Cova da Beira, e Pinhel.
- Bucelas DOC
- Carcavelos DOC
- Colares DOC
- Dão DOC
  - Alva
  - Besteiros
  - Castendo
  - Serra da Estrela
  - Silgueiros
  - Terras de Azurara
  - Terras de Senhorim
  - Dão Nobre (designazione speciale)
- Douro DOC
  - Baixo Corgo
  - Cima Corgo
  - Douro Superior
  - Moscatel do Douro (designazione speciale)
- Encostas d'Aire DOC
  - Alcobaça
  - Ourém.
- Lagoa DOC
- Lagos DOC
- Madeira DOC
- Madeirense DOC
- Óbidos DOC
- Palmela DOC
- Porto DOC
- Portimão DOC
- Tejo DOC, con le sei sottoregioni Almeirim, Cartaxo, Chamusca, Coruche, Santarém, and Tomar (fino al 2009 conosciuto come Ribatejo DOC)
- Setúbal DOC con le denominazioni speciali Moscatel de Setúbal e Setúbal Roxo.
- Tavira DOC
- Távora-Varosa DOC
- Torres Vedras DOC
- Trás-os-Montes DOC, Chaves, Planalto Mirandês, and Valpaços.
- Vinho Verde DOC, Amarante, Ave, Baião, Basto, Cávado, Lima, Monção e Melgaço, Paiva, e Sousa, e le due denominazioni speciali Vinho Verde Alvarinho e Vinho Verde Alvarinho Espumante.

### Indicação de Proveniência Regulamentada
Vinho de mesa (vino da tavola): i vini che non si adattano alle designazioni di cui sopra, per varietà di uva, vinificazione o altre caratteristiche, sono considerati vini da tavola.
Indicação de Proveniência Regulamentada (IPR): indica un vino che, pur presentando caratteristiche particolari, deve comunque rispettare (entro un minimo di cinque anni) tutte le norme stabilite per essere classificato come DOC.
- Biscoitos IPR
- Graciosa IPR
- Lafões IPR
- Pico IPR

### Vinhos Regionais
Vinho Regional (vino regionale): classificazione assegnata ai vini da tavola con indicazione della regione di origine. Sono vini prodotti nella specifica regione di cui adottano il nome, ottenuti con un minimo dell'85% di uve della stessa regione, da vitigni autorizzati (decreto legge n. 309/91 del 17 agosto).
- Açores VR
- Alentejano VR
- Algarve VR
- Beiras VR
- Duriense VR
- Lisboa VR (fino al 2009 conosciuto come Estremadura VR)
- Minho VR (prima Rios do Minho VR)
- Tejo VR (fino al 2009 conosciuto come Ribatejo VR)
- Península de Setúbal VR (fino al 2009 conosciuto come Terras do Sado VR)
- Terras Madeirenses VR
- Transmontano VR (prima Trás-os-Montes VR)

## Regioni vitivinicole
Il Portogallo presenta numerose zone di produzione viti-vinicola che con le loro caratteristiche fisiche e climatiche influiscono sulla qualità del prodotto finale.

### Douro Vinhateiro
Il douro vinhateiro è un territorio lungo il fiume Duero nella regione della Trás-os-Montes e Alto Douro dove si produce tra gli altri vini anche il celebre porto. 

#### Vitigni
- Touriga Nacional

#### Vini rossi
- Porto

### Madera

#### Vitigni
- Touriga Nacional

#### Vini rossi
- Madera

### Vinho Verde
Il Vinho Verde (in italiano: Vino Verde) è un vino portoghese originario della provincia storica del Minho nell'estremo nord del paese. L'attuale regione del Vino Verde, designata nel 1908, include anche la vecchia provincia di Minho (nel 1976 la vecchia provincia fu dissolta) e l'area adiacente

#### Vini rossi
- Vinho Verde

#### Vini bianchi
- Vinho Verde

## Vitigni

### Autoctoni
| Vitigno           | Bacca  | Zona di coltivazione | Immagine |
| ----------------- | ------ | -------------------- | -------- |
| Alfrocheiro Preto | Nera   |                      |          |
| Albariño          | Bianca |                      |          |
| Aragonez          | Nera   |                      |          |
| Arinto            | Bianca |                      |          |
| Azal Tinto        | Nera   |                      |          |
| Baga              | Nera   |                      |          |
| Bical             | Bianca |                      |          |
| Boal              | Bianca |                      |          |
| Códega            | Bianca |                      |          |
| Encruzado         | Bianca |                      |          |
| Gouveio           | Bianca |                      |          |
| Jaén              | Nera   |                      |          |
| Loureiro          | Bianca |                      |          |
| Malvasia Fina     | Bianca |                      |          |
| Pedernã           | Bianca |                      |          |
| Periquita         | Nera   |                      |          |
| Rabigato          | Bianca |                      |          |
| Sercial           | Bianca |                      |          |
| Siria             | Bianca |                      |          |
| Tinta Amarela     | Nera   |                      |          |
| Tinta Barroca     | Nera   |                      |          |
| Tinta da Barca    | Nera   |                      |          |
| Tinta Negra Mole  | Nera   |                      |          |
| Tinta Roriz       | Nera   |                      |          |
| Tinta Cão         | Nera   |                      |          |
| Touriga Francesa  | Nera   |                      |          |
| Touriga Nacional  | Nera   |                      |          |
| Trajadura         | Bianca |                      |          |
| Trincadeira Preto | Nera   |                      |          |
| Verdelho          | Bianca |                      |          |
| Vinhao            | Nera   |                      |          |
| Viosinho          | Bianca |                      |          |

### Alloctoni
- Merlot
- Cabernet-Sauvignon
- Chardonnay

## Vini
I principali vini del Portogallo sono:
- Porto
- Madera
- Vinho Verde